# Чемпионат СССР по дзюдо 1978
5-й Чемпионат СССР по дзюдо прошёл в Липецке 27 — 30 июля 1978 года.

## Медалисты
| Весовая категория           | Золото                                              | Серебро                                    | Бронза                                                                                            |
| --------------------------- | --------------------------------------------------- | ------------------------------------------ | ------------------------------------------------------------------------------------------------- |
| Наилегчайший вес (до 60 кг) | Арамбий Емиж «Урожай» (Майкоп)                      | Бислан Чесебиев Вооружённые Силы (Майкоп)  | Анатолий Семёнов Вооружённые Силы (Каунас) Гагик Агамалян «Динамо» (Ереван)                       |
| Полулёгкий вес (до 65 кг)   | Пётр Пономарев «Динамо» (Каунас)                    | Сергей Согоян «Ашхатанк» (Ленинакан)       | Александр Гвоздик «Алга» (Фрунзе) Иса Темирбулаев «Локомотив» (Грозный)                           |
| Лёгкий вес (до 71 кг)       | Тамаз Намгалаури «Динамо» (Тбилиси)                 | Эдуард Техов «Динамо» (Вильнюс)            | Евгений Бабанов «Труд» (Елец) Виктор Невзоров «Урожай» (Майкоп)                                   |
| Полусредний вес (до 78 кг)  | Виталий Быченок Вооружённые Силы (Киев)             | Малхаз Алборишвили «Буревестник» (Тбилиси) | Арутюн Арутюнян «Динамо» (Ереван) Дилар Хабулиани «Буревестник» (Тбилиси)                         |
| Средний вес (до 86 кг)      | Борис Гогичашвили «Гантиади» (Гори)                 | Александр Яцкевич «Динамо» (Рига)          | Александр Пушница «Динамо» (Омск) Абдулжалил Юнусов «Алга» (Фрунзе)                               |
| Полутяжёлый вес (до 95 кг)  | Григорий Веричев «Динамо» (Челябинск)               | Александр Шуров «Динамо» (Курск)           | Владимир Гурин Вооружённые Силы (Майкоп) Виктор Бетанов Вооружённые Силы (Челябинск)              |
| Тяжёлый вес (свыше 95 кг)   | Сергей Новиков «Динамо» (Москва)                    | Виталий Кузнецов Вооружённые Силы (Москва) | Владимир Сободырев Вооружённые Силы (Ташкент) Алексей Тюрин Вооружённые Силы (Московская область) |
| Открытый вес                | Алексей Тюрин Вооружённые Силы (Московская область) | Виталий Кузнецов Вооружённые Силы (Москва) | Сергей Новиков «Динамо» (Москва) Владимир Кливоденко «Динамо» (Волгоград)                         |